# Marcos Brea
Marcos Brea (1975. április 10. –) kubai nemzetközi labdarúgó-játékvezető. Teljes neve Marcos Daniel Brea Despaigne.

## Pályafutása

### Nemzetközi játékvezetés
A Kubai labdarúgó-szövetség Játékvezető Bizottsága (JB) 2008-ban terjesztette fel nemzetközi játékvezetőnek, a Nemzetközi Labdarúgó-szövetség (FIFA) bíróinak keretébe. Több nemzetek közötti válogatott és klubmérkőzést vezetett.

#### Világbajnokság
A világbajnoki döntőhöz vezető úton Brazíliába a XX., a 2014-es labdarúgó-világbajnokságra a FIFA JB bíróként alkalmazta. A CONCACAF zónában négy selejtező mérkőzést vezetett.
| Időpont            | Helyszín                             | Mérkőzés típusa                    | Mérkőzés                                        | Eredmény | Nézők száma |
| ------------------ | ------------------------------------ | ---------------------------------- | ----------------------------------------------- | -------- | ----------- |
| 2011. július 10.   | Panamericano Stadion, San Cristóbal  | előselejtező                       | Dominikai Köztársaság–Anguilla                  | 4 : 0    | 1 500       |
| 2011. november 11. | André Kamperveen Stadion, Paramaribo | első selejtező kör (A. csoport)    | Suriname–El Salvador                            | 1 : 3    | 500         |
| 2011. október 7.   | Arnos Vale Stadion, Kingstown        | első selejtező kör (E. csoport)    | Saint Vincent és a Grenadine-szigetek–Guatemala | 0 : 3    | 3 000       |
| 2012. június 12.   | Városi Stadion, Providence           | második selejtező kör (B. csoport) | Guyana–Costa Rica                               | 0 : 4    | 11 000      |